# Auge-Saint-Médard
Auge-Saint-Médard ist eine Ortschaft und eine ehemalige französische Gemeinde mit 306 Einwohnern (Stand 1. Januar 2022) im Département Charente in der Region Nouvelle-Aquitaine (vor 2016 Poitou-Charentes); sie gehört zum Arrondissement Cognac und zum Kanton Val de Nouère. Die Einwohner werden Médardais genannt.
Mit Wirkung vom 1. Januar 2019 wurden die ehemaligen Gemeinden Auge-Saint-Médard, Anville, Bonneville und Montigné zur Commune nouvelle Val-d’Auge zusammengelegt und haben in der neuen Gemeinde den Status einer Commune déléguée. Der Verwaltungssitz befindet sich im Ort Auge-Saint-Médard.

## Geographie
Auge-Saint-Médard liegt etwa 27 Kilometer nordwestlich von Angoulême. Umgeben wird Auge-Saint-Médard von den Nachbarorten Verdille im Norden, Mons im Nordosten, Bonneville im Osten und Südosten, Montigné im Süden, Anville im Südwesten und Westen sowie Bresdon im Westen und Nordwesten.

## Geschichte
1993 wurde die Ortschaft Auge in die Gemeinde Saint-Médard-d’Auge unter dem Namen Auge-Saint-Médard eingegliedert.

## Bevölkerungsentwicklung
| 1962                       | 1968 | 1975 | 1982 | 1990 | 1999 | 2006 | 2013 |
| -------------------------- | ---- | ---- | ---- | ---- | ---- | ---- | ---- |
| 178                        | 156  | 156  | 157  | 147  | 310  | 337  | 301  |
| Quellen: Cassini und INSEE |      |      |      |      |      |      |      |

## Sehenswürdigkeiten
- Kirche Notre-Dame in Auge
- Kirche Saint-Médard

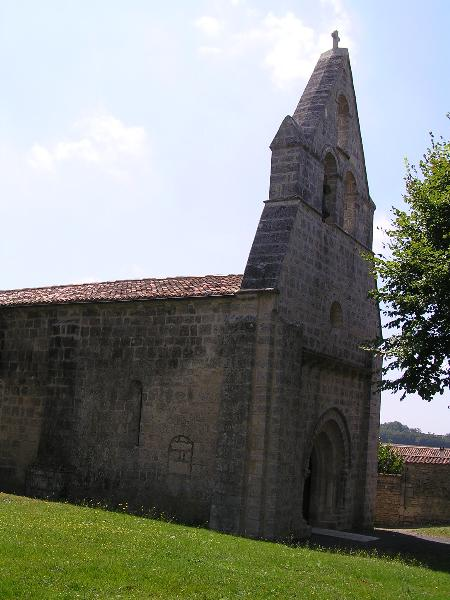
Kirche Notre-Dame
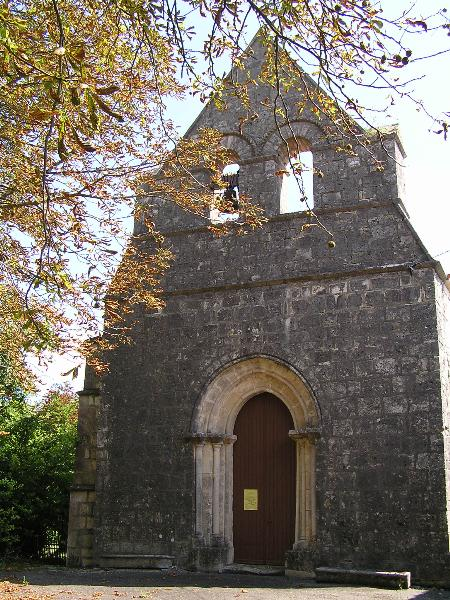
Kirche Saint-Médard